# Onychopterocheilus rectus
Onychopterocheilus rectus är en stekelart som först beskrevs av Dalla Torre 1889.  Onychopterocheilus rectus ingår i släktet Onychopterocheilus och familjen Eumenidae. Utöver nominatformen finns också underarten O. r. teta.